# Jan Lodewijk Willem van Hardenbroek van Lockhorst

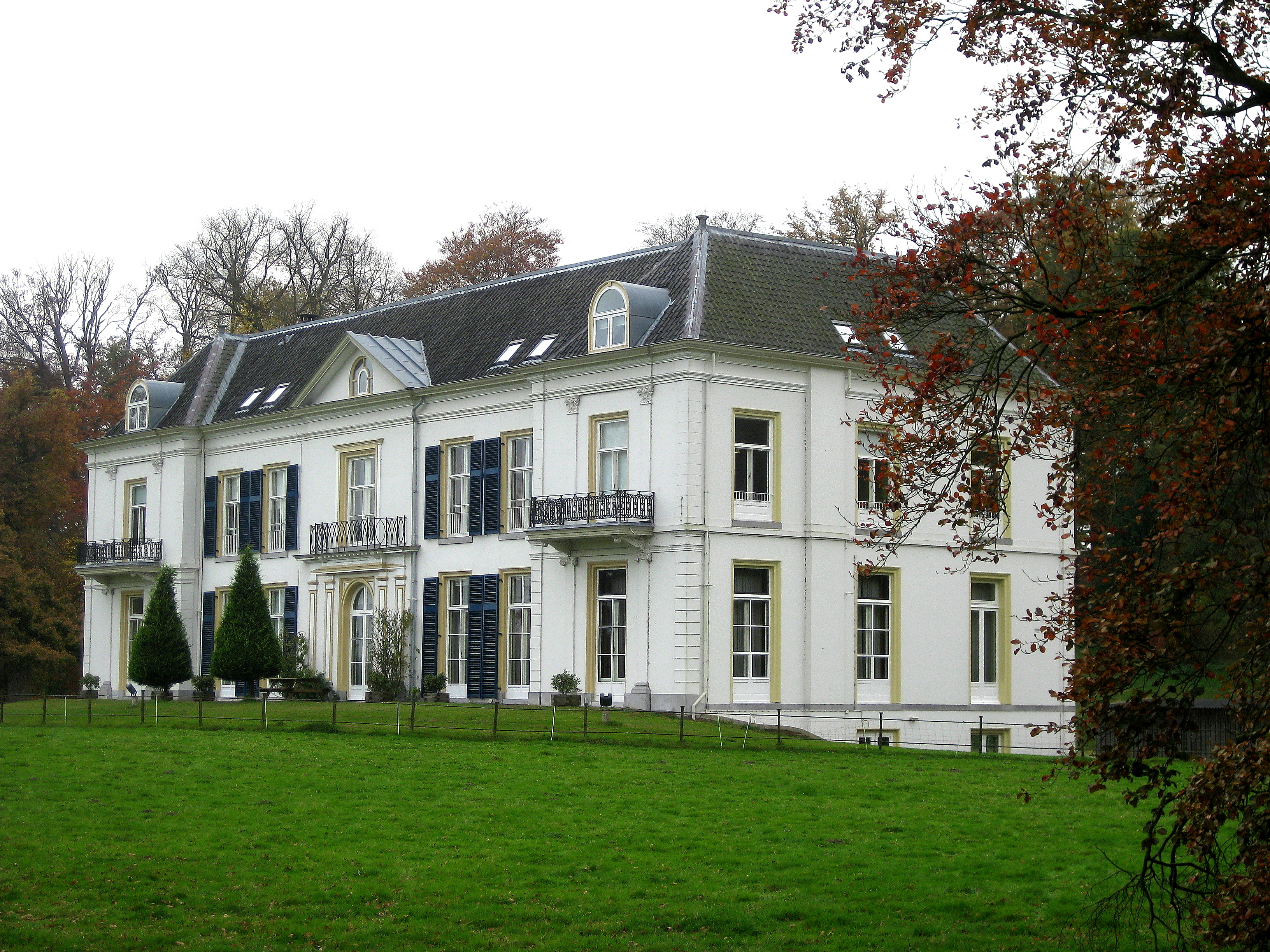
Huis Heiligenberg, geboortehuis van Van Hardenbroek

Jan Lodewijk Willem baron van Hardenbroek van Lockhorst (Leusden, huis Heiligenberg, 27 augustus 1862 − Clarens, 15 juli 1921) was een Nederlands burgemeester.

## Biografie
Van Hardenbroek was een zoon van burgemeester en Eerste Kamerlid mr. Ernest Louis baron van Hardenbroek van Lockhorst (1829-1877) en jkvr. Sophia Adriana Joanna Huydecoper (1832-1904), telg uit het geslacht Huydecoper. Hij trouwde in 1885 met Jeanne Frédérique des Tombe (1863-1944), telg uit het geslacht Des Tombe en dochter van Albertine Pauline de Hardenbroek (1837-1889), erkende natuurlijke dochter van Johan Frederik Willem Carel baron van Hardenbroek, heer van Biljoen, en Victorine Louise Albrie. Uit dit huwelijk werden vier dochters geboren.
Van Hardenbroek werd in 1888 benoemd tot burgemeester van Nederhemert en zou dit ambt tot 1893 vervullen. Hij overleed in Zwitserland in 1921 op 58-jarige leeftijd; zijn echtgenote overleefde hem meer dan twintig jaar.